# Otter Creek (condado de Eau Claire, Wisconsin)
Otter Creek es un pueblo ubicado en el condado de Eau Claire en el estado estadounidense de Wisconsin. En el Censo de 2010 tenía una población de 500 habitantes y una densidad poblacional de 5,42 personas por km².

## Geografía
Otter Creek se encuentra ubicado en las coordenadas 44°38′25″N 91°13′33″O / 44.64028, -91.22583. Según la Oficina del Censo de los Estados Unidos, Otter Creek tiene una superficie total de 92.19 km², de la cual 92.18 km² corresponden a tierra firme y (0%) 0 km² es agua.

## Demografía
Según el censo de 2010, había 500 personas residiendo en Otter Creek. La densidad de población era de 5,42 hab./km². De los 500 habitantes, Otter Creek estaba compuesto por el 96.4% blancos, el 1% eran afroamericanos, el 0.8% eran amerindios, el 0% eran asiáticos, el 0% eran isleños del Pacífico, el 0.2% eran de otras razas y el 1.6% pertenecían a dos o más razas. Del total de la población el 1.4% eran hispanos o latinos de cualquier raza.